# Pico Alexander
Pico Alexander (* 1991 in New York City als Alexander Lukasz Jogalla) ist ein US-amerikanischer Schauspieler.

## Leben
Alexander wurde als Alexander Lukasz Jogalla in New York City geboren und wuchs in Park Slope, Brooklyn auf. Seine Eltern, Magdalena Deskur und der Kameramann Lukasz Jogalla, sind polnische Einwanderer aus Krakau. Nachdem er die Fiorello H. LaGuardia High School abschloss, machte er seinen Bachelor of Fine Arts an der Rutgers University.
Er trat in zahlreichen Fernsehserien auf, darunter The Carrie Diaries, Alpha House, The Following, Blue Bloods und Orange Is the New Black.
Er spielte Elias Morales, den Bruder der Hauptfigur, in A Most Violent Year und Sonny Cottler, den Präsidenten einer jüdischen Studentenverbindung, in James Schamus‘ Empörung, neben Logan Lerman. Er spielte Trey Wandella in dem Netflix-Spielfilm War Machine und war in der romantischen Komödie Liebe zu Besuch als Harry zu sehen, den Liebhaber von Reese Witherspoons Figur. 2018 synchronisierte er die Stimme des Kieran Duffy in Red Dead Redemption 2.

## Filmografie (Auswahl)
- 2014: The Carrie Diaries
- 2014: Alpha House
- 2014: The Following
- 2014: Blue Bloods – Crime Scene New York
- 2014: A Most Violent Year
- 2015: Orange Is the New Black
- 2016: Empörung
- 2017: War Machine
- 2017: Liebe zu Besuch
- 2022: Gossip Girl